# سيفيرين فرويند
سيفيرين فرويند (بالألمانية: Severin Freund)‏ هو متزلج قفز ألماني، ولد في 11 مايو 1988 في فرايونغ في ألمانيا.

## وصلات خارجية
- الموقع الرسمي
- سيفيرين فروند على موقع الاتحاد الدولي للتزلج (القفز التزلجي) (الإنجليزية)
- سيفيرين فروند على موقع اللجنة الأولمبية الدولية (الإنجليزية)
- سيفيرين فروند على موقع أوليمبيديا (الإنجليزية)
- سيفيرين فروند على موقع اللجنة الأولمبية الألمانية (الألمانية)